# Нацистская политика по отношению к славянам
Наци́стская поли́тика по отноше́нию к славя́нам — политика расовой дискриминации к славянским народам в нацистской Германии и на оккупированных ею территориях.
Нацистская концепция «арийской расы господ» («Herrenvolk») исключала из этой расы подавляющее большинство славян, поскольку считалось, что славяне почти утратили «нордический компонент» в результате смешения с «финской» и другими расами и испытывают опасное еврейское и азиатское влияние. По этой причине нацисты объявили славян «недочеловеками» («Untermenschen»).
Идея нацистов, что славяне являются «низшими неарийцами», была частью планов по созданию «жизненного пространства на Востоке» для немцев и других германских народов в Восточной Европе, инициированных во время Второй мировой войны по «генеральному плану Ост». Миллионы немцев и других германских поселенцев должны были быть перемещены на завоеванные территории Восточной Европы, в то время как десятки миллионов славян предполагалось уничтожить, переселить или обратить в рабство.
Ряд историков характеризуют преследование и массовое уничтожение славян немецкими нацистами и их пособниками как геноцид.
Несмотря на антиславянскую идеологию нацизма, из политических соображений нацистская Германия заключала союзы как с отдельными славянскими государствами, так и с рядом националистических организаций. Представители славянских народов (болгары, русские, украинцы, казаки, и др.) не только служили в немецкой армии, но и имели свои собственные национальные воинские формирования в составе Вермахта и Ваффен СС; кроме того, такие славянские государства как Болгария, Словакия и Хорватия, были военными союзниками Германии и входили в блок германской коалиции стран Оси во время Второй мировой войны.
Вопрос отношения нацистов к славянским народам был мало изучен. Это привело к тому, что в 1990-е годы в праворадикальной среде восточноевропейских стран стали распространяться идеи, что славяне признавались равными в расовом отношении с немцами и сражались «за чистоту арийской крови». Однако источники свидетельствуют, что славяне в целом рассматривались нацистами в качестве «низшей расы».

## До начала войны
Идеи «второсортности» и «расовой неполноценности» славян зафиксированы ещё в работах Артюра де Гобино. В частности он не включал в территорию современного ему расселения «арийского элемента» большую часть Германии на основании того, что население восточной и центральной Германии в Средние века смешалось с вендами. Сами же славяне будучи в древности «белым арийским народом», «ушли на северо-восток нашего континента и там вступили в разрушительное соседство с финнами», что привело к «пассивности» и «неспособности к творчеству». «Находясь на границе между Европой и Азией, они служат естественным переходным элементом между своими западными и восточными монголоидными сородичами». Также Гобино проводил аналогию славян с семитами, что в дальнейшем нашло отражение в нацистской расовой политике. Гобино уделял славянам исключительно подчинённую роль:

Смирение и долготерпение, согласие на второстепенную роль в новых государствах, создаваемых в результате завоеваний, трудолюбие — вот качества, благодаря которым славяне сохранили за собой право на свою землю, уступив верховенство… На Западе славяне могут занимать только подчинённое социальное положение и вряд ли будут играть заметную роль в будущей истории, как не играли ее в прошлом, если бы не огромная территория, которую они занимали.
Нацистский расовый теоретик Ханс Гюнтер по-разному оценивал распространение других «европейских рас» (которые считались неравноценными) среди славян. Гюнтер заявлял об усилении нордического компонента в некоторых районах: по течению Вислы, Западной Двины, в Южной Волыни, а также в областях России, примыкающих к Прибалтике.
Один из главных нацистских теоретиков Альфред Розенберг следующим образом высказывался об украинцах: «украинский народ, который представляет низшую расу, не может существовать без немецкой организованной и руководящей власти». Среди нацистских лидеров Розенберг был одним из самых главных противников Советской России, и под его влиянием Гитлер пришёл к идеи колонизации славянских земель, в частности, аннексии Украины.
В своей «Майн кампф» (1925) Адольф Гитлер писал:

Не государственные дарования славянства дали силу и крепость русскому государству. Всем этим Россия обязана была германским элементам — превосходнейший пример той громадной государственной роли, которую способны играть германские элементы, действуя внутри более низкой расы. Именно так были созданы многие могущественные государства на земле. Не раз в истории мы видели, как народы более низкой культуры, во главе которых в качестве организаторов стояли германцы, превращались в могущественные государства и затем держались прочно на ногах, пока сохранялось расовое ядро германцев. В течение столетий Россия жила за счёт именно германского ядра в её высших слоях населения.
Одним из ведущих теоретиков расовых исследований в нацистской Германии был Эгон Фрайхерр фон Эйкштедт, автор книги «Расовые основы немецкого народа» (1934). В 1938 году его ассистентка Ильзе Швидецки опубликовала под его редакцией книгу «Расоведение древних славян». Основной идеей книги было то, что праславяне принадлежали к нордической расе, однако к настоящему времени славяне утеряли нордический компонент, почти целиком подавленный в результате смешения с восточноевропеоидной, альпийской, динарской и средиземноморской расами. Этому посвящён раздел «К вопросу размытия черт нордической расы, или денордизации, славянских народов».
В 1940 году в Нью-Йорке была опубликована книга Германа Раушнинга «Голос разрушения», где приводится цитата Гитлера о том, что «предотвращение развития славянских рас» одна из основных задач германского государства.
По мнению американского историка Джона Коннелли, в ранних работах Гитлера и других нацистов можно найти не слишком много выпадов против славянских народов (кроме разве что чехов, которых Гитлер недолюбливал как австриец). На восприятие других ближайших соседей-славян (поляков, русских) также влияли многовековые предрассудки. «Моя борьба» Гитлера, однако, содержит идею расового превосходства германских элементов над славянскими в России.
Коннелли обращает внимание на то, что выпущенная к ежегодному Нюрнбергскому съезду партии в 1938 году брошюра зачисляла славян в разряд «индогерманских народов». При этом в России европейские элементы объявлялись почти истреблёнными войной и большевизмом.
По мнению Коннелли, изначально нацистские идеологи почти не делали разницы между разными группами славянского населения; на практике, однако, отношение к разным народам было различным, будучи продиктованным, как правило, оппортунистическими соображениями (так, Гитлер считал всех югославов принадлежащими к одной динарской расе, однако симпатизировал в целом лояльным хорватам (даже полагая, что они способны к ассимиляции немцами) и испытывал антипатию к непокорным сербам). Йозеф Геббельс в 1938 году называл болгар «мужественным народом и нашими друзьями».
В период с лета 1939 по лето 1941 годов Рейх был заинтересован в дружбе с СССР, и в Германии иногда ставились фильмы и оперы с подчеркнутым «русским колоритом». С началом войны с Советским Союзом на всё это был наложен запрет. 1 июля 1941 года министр пропаганды Йозеф Геббельс сделал дневниковую запись: «Фюрер по моей просьбе налагает запрет на русских поэтов и композиторов. Пока всех».

## Во время войны

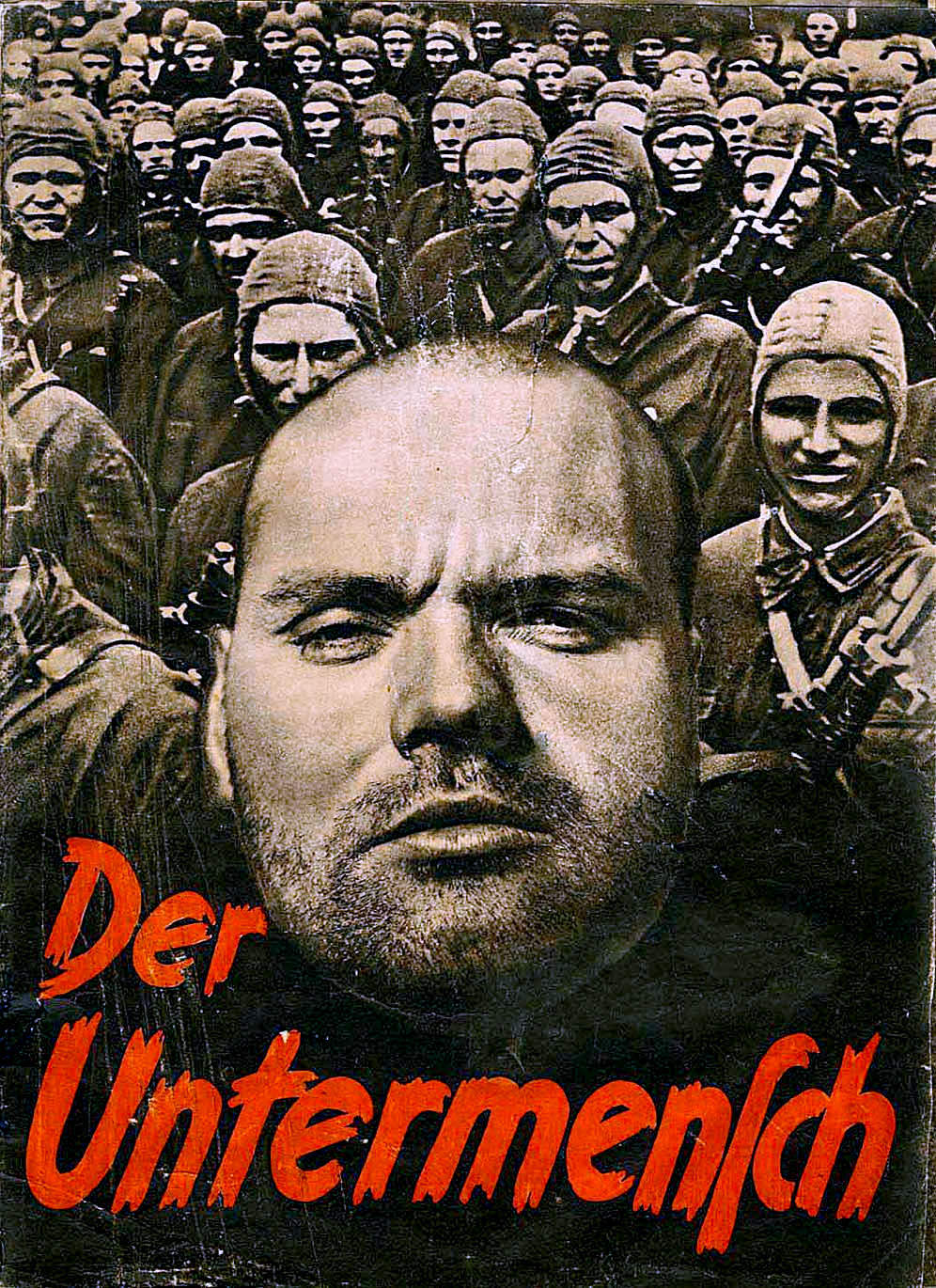
Брошюра 1942 года «Недочеловек» («Der Untermensch»), изданная массовым тиражом по распоряжению рейхсфюрера СС Генриха Гиммлера

Коллективная фотография военнослужащих вермахта. На школьной доске написано мелом: «Русский должен умереть, чтобы жили мы» (Der Russe muß sterben, damit wir leben). Брянская область, 2 октября 1941

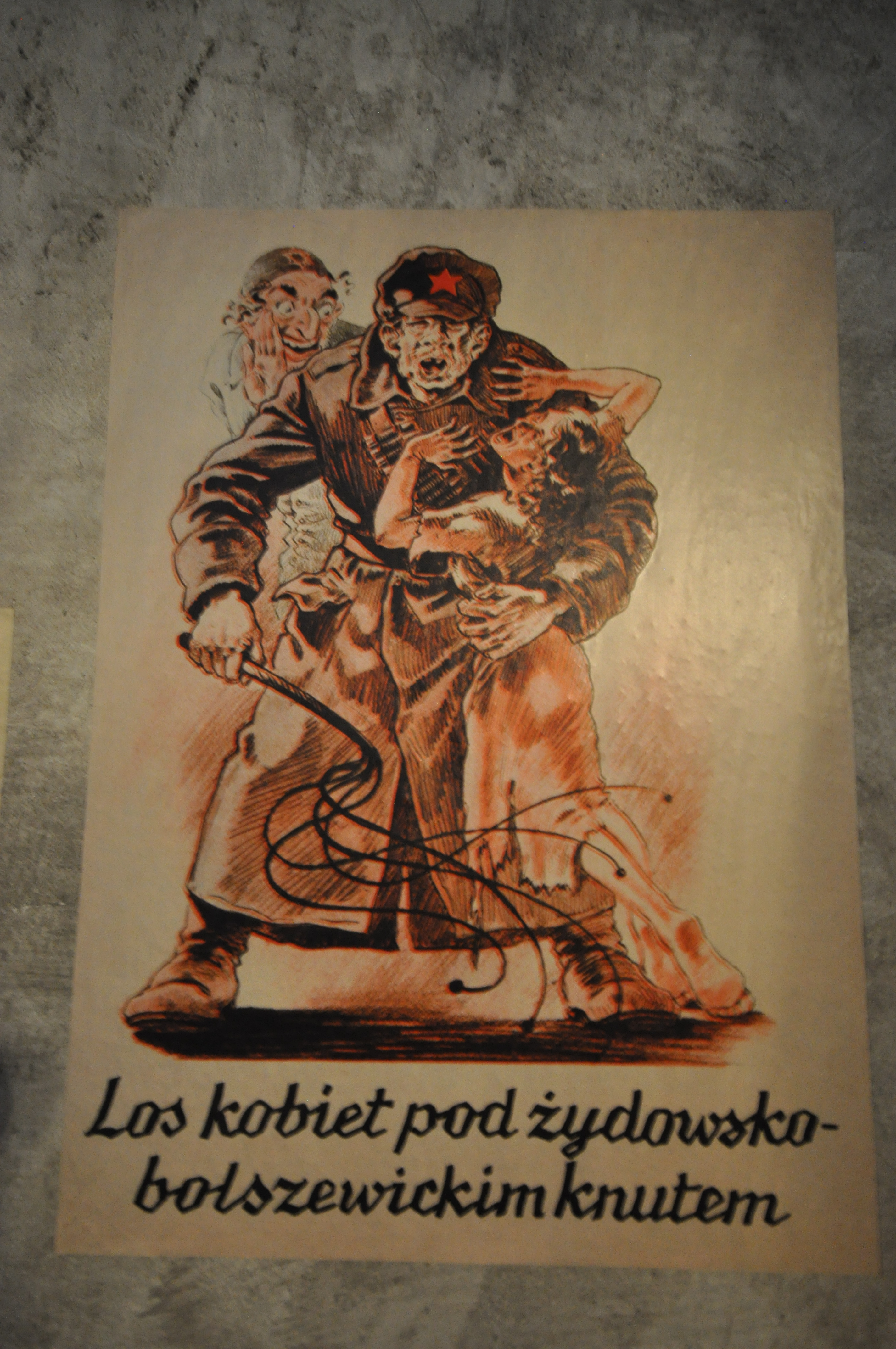
Нацистский плакат на польском языке «Судьба женщины под еврейско-большевистским кнутом». Еврей направляет «недочеловека»

Главным орудием «расовой войны» на Востоке были СС. Ещё в феврале 1940 года партийная канцелярия НСДАП разъясняла по этому поводу: «Подразделения Ваффен-СС, состоящие из национал-социалистов, вследствие их интенсивной национал-социалистической подготовки в вопросах расы и народности лучше других вооруженных сил пригодны для выполнения особых задач, подлежащих решению в оккупированных восточных областях». В изданной 1 июня 1941 года инструкции статс-секретаря имперского министерства внутренних дел и имперского министерства продовольствия Герберта Бакке для немецких оккупационных чиновников говорилось:

«Наша страна велика и обильна, а порядка в ней нет, приходите и владейте нами». Это изречение появилось уже в самом начале образования русского государства, когда русские звали норманнов приходить и управлять ими. Эта установка красной нитью проходит через все периоды истории русского государства: господство монголов, господство поляков и литовцев, самодержавие царей и господство немцев, вплоть до Ленина и Сталина. Русские всегда хотят быть массой, которой управляют. Так они воспримут и приход немцев, ибо этот приход отвечает их желанию: «приходите и владейте нами».

Незадолго до нападения на СССР Гитлер созывает совещание всех командующих и заявляет, что борьба между Россией и Германией — это борьба между расами.
13 июля 1941 года рейхсфюрер СС Генрих Гиммлер напутствовал отправлявшихся на войну командиров боевой группы СС «Север»: «Это война идеологий и борьба рас… На другой стороне стоит 180-миллионный народ, смесь рас и народов, чьи имена непроизносимы и чья физическая сущность такова, что единственное, что с ними можно сделать — это расстреливать без всякой жалости и милосердия… Этих людей объединили евреи одной религией, одной идеологией, именуемой большевизмом, с задачей: имея теперь Россию, наполовину [расположенную] в Азии, частично в Европе, сокрушить Германию и весь мир». Все эти высказывания были руководящими указаниями главы СС своим подчинённым по ведению на Востоке «расовой войны» по отношению к русским.
Гитлер заявлял:

Мы обязаны истреблять население, это входит в нашу миссию охраны германского населения. Нам придется развить технику обезлюживания. Если меня спросят, что я подразумеваю под обезлюживанием, я отвечу, что имею в виду уничтожение целых расовых единиц. Именно это я и собираюсь проводить в жизнь, — грубо говоря, это моя задача. Природа жестока, следовательно, мы тоже имеем право быть жестокими. Если я посылаю цвет германской нации в пекло войны, без малейшей жалости проливая драгоценную немецкую кровь, то, без сомнения, я имею право уничтожить миллионы людей низшей расы, которые размножаются, как черви.
16 сентября 1941 года Гитлер в рейхсканцелярии в беседе с немецким послом в Париже Отто Абецем, касаясь блокады Ленинграда, заявил:

Ядовитое гнездо Петербург, из которого в Балтийское море так долго ключом бьёт яд, должен исчезнуть с лица земли. Город уже блокирован; теперь остаётся только обстреливать его артиллерией и бомбить, пока водопровод, центры энергии и всё, что необходимо для жизнедеятельности, не будут уничтожено. Азиаты и большевики должны быть изгнаны из Европы. Период 250-летнего азиатства должен быть закончен.
Известны планы Гиммлера, изложенные в секретном меморандуме «Некоторые мысли об обращении с инородцами на Востоке», в частности о разделении населения Восточной Европы на мелкие группы и последующем уничтожении этих групп. После истребления евреев планировалось уничтожение кашубов, гурали, лемков, и т. д. Также в меморандуме содержалось предложение ограничить образование «инородцев» «счетом до 500», написанием своего имени и знанием «закона божьего». Навык чтения назывался лишним.
По мнению Коннелли до начала Второй мировой войны нацисты, скорее всего, не имели последовательных планов осуществления расовой политики относительно славян, хотя считали их низшей группой народов. После же уничтожения Польши поляки и славяне в целом постепенно в глазах нацистов переходят в разряд «неевропейских народов». Польскую интеллигенцию предполагалось уничтожить полностью (в результате же во время войны погибли 37,5 % поляков с высшим образованием). После нападения на СССР по отношению к восточнославянским народам (особенно к русским) нацистские идеологи начинают употреблять слова «звери» и «животные» (хотя германский антрополог Вильгельм Абель в 1942 году писал, что «расовая ценность» русских выше, чем считалось ранее, а Эрхард Ветцель предлагал переселить несколько миллионов русских в Рейх, дабы «заменить нежелательных рабочих с юга и юго-востока Европы» и постепенно смешать их с местным немецким населением).
Крайнюю  славянофобию проявлял Мартин Борман:

Славяне должны на нас работать. В той мере, в какой они нам не нужны, они могут вымирать. Поэтому обязательное проведение прививок и медицинское обслуживание со стороны немцев является излишним. Размножение славян нежелательно. Они могут пользоваться противозачаточными средствами и делать аборты, и чем больше, тем лучше. Образование опасно. Для них достаточно уметь считать до ста. В лучшем случае приемлемо образование, которое готовит для нас полезных марионеток.
Рейхскомиссар Украины Эрих Кох отзывался о славянах как о «более низких народах».
Большая часть попавших в 1941 году в плен красноармейцев погибла уже к концу этого же года от голода в лагерях военнопленных, в чём некоторые исследователи видят сознательную политику, направленную против советских граждан.
Речь Гиммлера в Познани 4 октября 1943 года перед своими группенфюрерами отражает восприятие славян как представителей «низшей расы» и животных:

Мы должны …вести себя по-товарищески по отношению к людям одной с нами крови, и более ни с кем. Меня ни в малейшей степени не интересует судьба русского или чеха. Мы возьмём от других наций ту здоровую кровь нашего типа, которую они смогут нам дать. Если в этом явится необходимость, мы прибегнем к отбиранию у них детей и воспитанию их в нашей среде. Живут ли другие народы в благоденствии или они издыхают от голода, интересует меня лишь постольку, поскольку они нужны как рабы для нашей культуры, в ином смысле это меня не интересует. Погибнут или нет от изнурения при создании противотанкового рва 10000 русских баб, интересует меня лишь в том отношении, готов ли для Германии противотанковый ров… Если кто-нибудь придёт и скажет мне: «Я не могу сделать противотанковый ров с помощью женщин и детей, это бесчеловечно, это их погубит», — то я отвечу ему: «Вы убийца людей вашей крови, так как, если этот ров не будет закончен, то германские солдаты погибнут, а они — сыновья германских матерей». Известно, что такое славяне. Славянин никогда не был способен сконструировать что-либо. Славяне — смешанный народ на основе низшей расы с каплями нашей крови, не способный к поддержанию порядка и к самоуправлению. Этот низкокачественный человеческий материал сегодня так же не способен поддерживать порядок, как не был способен 700 или 800 лет назад, когда эти люди призывали варягов, когда они приглашали Рюриков. Мы, немцы, единственные в мире, кто хорошо относится к животным. Мы будем прилично относиться и к этим человеческим животным. Однако было бы преступлением перед собственной кровью заботиться о них и внушать им какие бы то ни было идеалы и тем самым ещё больше затруднять нашим детям и внукам обращение с ними.
В тюрьме гестапо (свидетельство относится к событиям 1944 года) полностью соблюдался принцип расовой сегрегации. По признаку «чистоты нордической крови» заключённые делились на четыре категории: немцы («высшая раса», «иберменши»); голландцы, датчане, норвежцы («чистая нордическая раса», но не «иберменши»); французы, бельгийцы, итальянцы («полунордическая раса»); русские, поляки, чехи (лишь «следы нордической крови», в основном — «унтерменши»).
Только польские, русские и украинские остарбайтеры подлежали смертной казни за половые контакты с немецким населением. Рейхскомиссар Украины Эрих Кох называл украинцев «расово низшими», считая их мало отличными от животных, и устраивал охоту на них в специальных резервациях (несмотря на то, что в дистрикте Галиция в 1939 году было допущено образование Украинского центрального комитета и украинцы находились в привилегированном по отношению к полякам положении).
Коннелли сообщает, что Гитлер, увидев во время визита на Украину множество голубоглазых и светловолосых женщин, распорядился внести в учебники истории упоминание о том, что крестьянское население Украины, возможно, происходит от «германских племён, которые не мигрировали». По данным Коннелли, казаков, перешедших на сторону Рейха, в СС считали потомками германского племени хаттов. В отдельных случаях германские расологи даже приходили к выводу, что местное славянское население имеет больше немецкой крови, чем сами местные немцы. В конечном счёте в 1942 году Гитлер заявил о том, что единой группы славянских народов не существует, а разные славянские народы принадлежат к разным «расам», в частности отмечая, что болгары и чехи имеют явно тюркское и монгольское происхождение и что вопрос о допустимости смешивания с немцами должен решаться индивидуально. Аналогичный процесс на местном уровне проводился в Генерал-губернаторстве, где германские учёные и чиновники пришли к выводу, что единого польского народа не существует — вместо этого, как они считали, можно говорить о нескольких народностях с разной способностью к ассимилированию немцами (только в центральной части Польши они насчитали пять расовых зон). К 1943 была выпущена брошюра для СС, в которой сообщалось об открытых «общих корнях европейских народов, основанных на их происхождении от германских предков на территориях от Балтийского до Чёрного морей и от Атлантики до Северной Африки». Нацистская пропаганда в это время рассматривает белорусов и украинцев как «славянское ответвление арийской расы», что якобы скрывалось от них русскими; так, при вступлении в Союз белорусской молодежи подростки давали клятву, что они «арийского происхождения и белорусской национальной принадлежности».
Словаки, хорваты и болгары имели собственные марионеточные государства и вступили в войну на стороне Оси, (при этом хорваты одновременно преследовали других южных славян — сербов). По данным Коннелли, режим в Протекторате Богемия и Моравия был заметно мягче установленного в Генерал-губернаторстве и на оккупированной территории СССР: немецкие солдаты и чиновники имели право жениться на чешках, а Гитлер согласился с мнением германских расологов, согласно которому половина чехов имеет нордические корни, а вторая половина подходит для ассимиляции немцами.
В качестве причины такой непоследовательной политики по отношению к славянам, по мнению Коннелли, можно назвать то, что Юго-Восточная Европа не входила в планы Гитлера по занятию «жизненного пространства» и до 1943 года входила преимущественно в сферу итальянского влияния. Словакию немцы использовали как пример успешного коллаборационизма для остальных стран, нужда в ресурсах для армии заставляла действовать умеренно в Чехии, располагающей развитой военной индустрией (несмотря на первоначальные планы по «окончательному решению чешского вопроса»). Если бы не сопротивление, Польша предположительно могла бы разделить относительно спокойную участь Чехии. При этом города Советского Союза как территории «жизненного пространства», напротив, должны были быть разрушены, а территория опустошена и затем заселена сельскими немецкими жителями. Изменения в отношении также происходили на основе наблюдения цвета волос, глаз и антропометрических показателей местных жителей.
В 1943 году, после тяжёлых поражений на Восточном фронте, нацисты официально разрешили представителям всех славянских народов, кроме поляков, служить в Ваффен-СС (до 1942 года в составе вермахта уже имелись части, укомплектованные этническими украинцами, например, батальоны «Нахтигаль» и «Роланд»).

## Поляки
По данным Мемориального музея Холокоста (США), поляков и прочих славян нацисты рассматривали как «низшую расу», которая должна быть покорена, обращена в рабство, и в конечном счёте, уничтожена. Поляки, которых гитлеровцы считали идеологически опасными, в том числе тысячи интеллигентов и католических священников, стали жертвами операции «Танненберг».
Мартин Борман заявлял:

Не должно существовать польских хозяев, там, где они будут, как бы жестоко это ни звучало, их следует уничтожать… Должны быть уничтожены все представители польской интеллигенции — это звучит жестоко, но таков жизненный закон… Священники будут оплачиваться нами и за это станут проповедовать то, что мы захотим. Если найдется священник, который будет действовать иначе, разговор с ним будет короткий. Задача священника заключается в том, чтобы держать поляков спокойными, глупыми и тупоумными. Это — полностью в наших интересах…Последний немецкий рабочий и последний немецкий крестьянин должен всегда стоять в экономическом отношении выше любого поляка.
Американский историк Норман Наймарк подчёркивал, что если бы немцы победили в войне, то русским, украинцам и белорусам была бы уготовлена точно такая же судьба, как и полякам — полное истребление с уничтожением следов их культуры и этноса.

## Количество жертв
Согласно «Энциклопедии геноцида», общее число жертв геноцида славян составило от 19,7 до 23,9 млн человек (среди них жители СССР, поляки, словенцы, сербы и др.). По мнению американского политолога Рудольфа Руммеля, возможное число жертв геноцида славян составляет около 10,5 млн человек (среди них поляки, украинцы, белорусы, русские, а также советские военнопленные).
Среди славян одними из наиболее пострадавших были поляки. По данным Мемориального музея Холокоста, с 1939 по 1945 год не менее 1,5 миллионов польских граждан были депортированы в Германию на принудительные работы. Кроме того, несколько сотен тысяч были заключены в нацистские концлагеря. По некоторым оценкам, во время Второй мировой войны гитлеровцы убили не менее 1,9 миллиона поляков, без учёта погибших польских евреев. По мнению Руммеля, погибли около 2,4 млн поляков.

## Вопрос о геноциде
Ряд историков, в том числе авторы профильной «Энциклопедии геноцида», характеризуют преследование и массовое уничтожение славян как геноцид. В то же время ряд историков выводят преследования славян из-под понятия геноцида, указывая на существенно более высокую селективность убийств по сравнению с таковыми евреев, цыган и инвалидов и на отсутствие планов уничтожения всех славян — например, болгар (Третье Болгарское царство), словаков (Первая Словацкая республика) и хорватов (Независимое Государство Хорватия), нацисты считали своими ценными союзниками. Дополнительную трудность представляет попытка отделить расово мотивированные убийства от таковых, связанных с военными действиями.

## Маргинальные идеи
В праворадикальной среде восточноевропейских стран, включая Россию, распространена идея, что немецкие нацисты не считали славян ниже себя в расовом отношении. Ряд праворадикальных музыкальных групп исполняют песни о том, как «славяне тоже сражались в отрядах СС за чистоту арийской крови», а немцы считали русских своими «белыми братьями», тогда как всё опровергающее это — «вымысел коммунистов». Российский автор Владимир Авдеев (создатель учения «расология» о превосходстве «нордической расы» над другими) писал, что в нацистской Германии якобы не было «оголтелой целенаправленной русофобии» и славян не считали «недочеловеками». Обратное он считал «стереотипами советской и либеральной эпох», а также «безграмотной фантазией ангажированных журналистов».
В антисемитской среде встречаются не имеющие фактических доказательств утверждения, что нацистское руководство, включая Гитлера, были евреями; утверждается, что нацисты планировали уничтожить только евреев, не поддерживавших сионизм; через «еврейство» главных нацистов объясняются их планы по уничтожению славян.